# Fiumara (Gewässer)

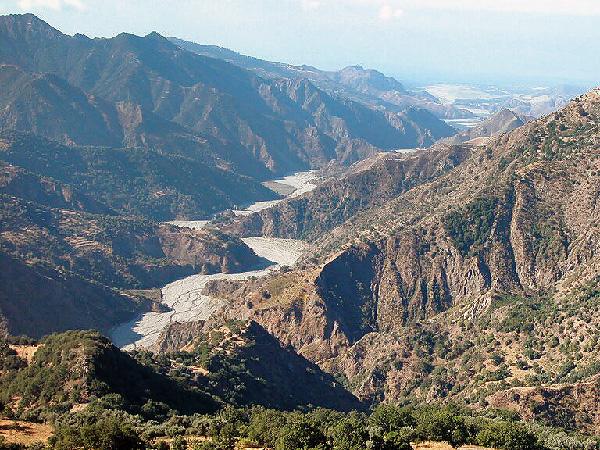
Tal der Fiumara Amendolea

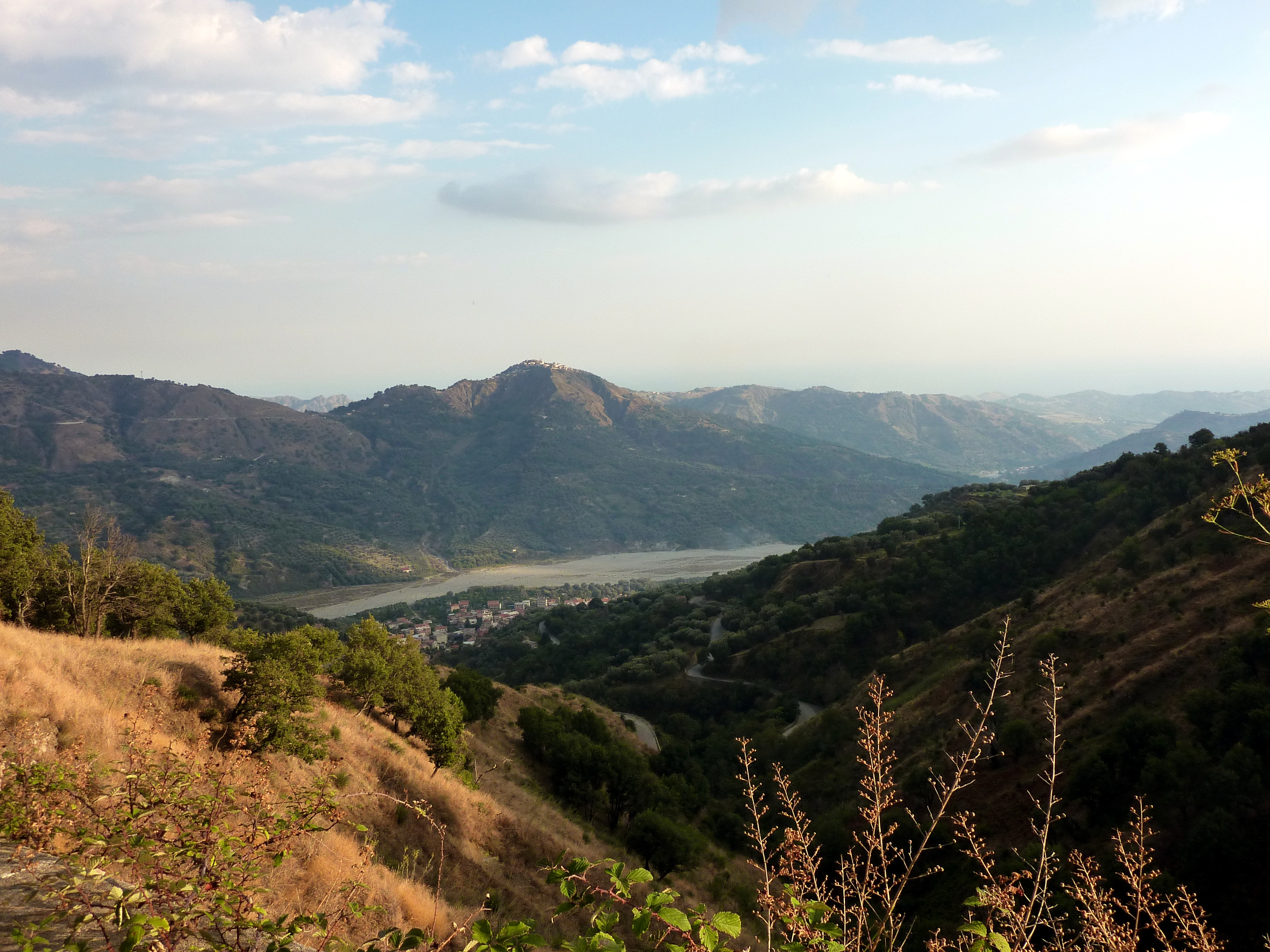
Südlicher Aspromonte, Aussicht Richtung Bagaladi und fiumara di Melito

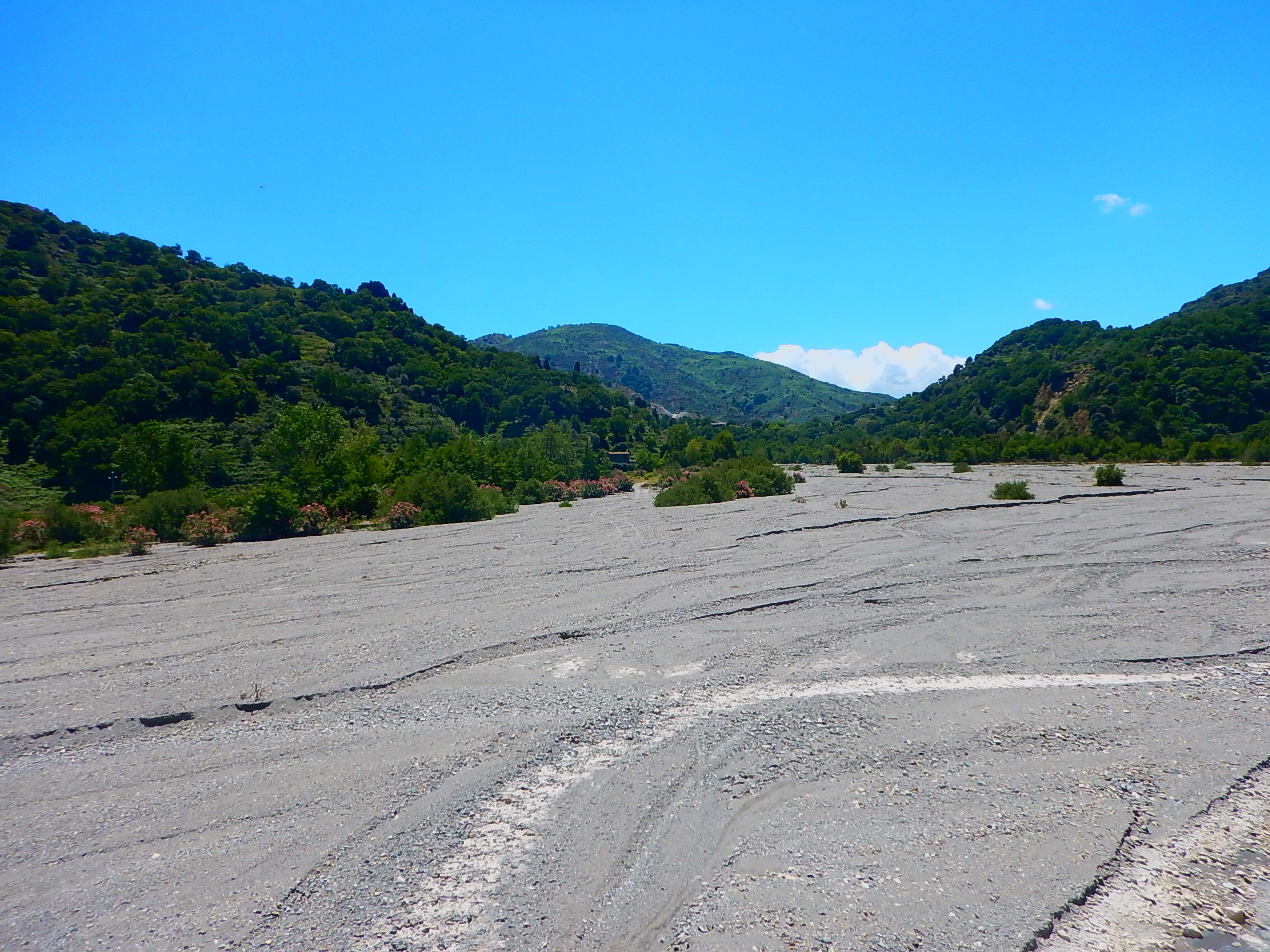
Fiumara del Patrì, monti Peloritani, Sizilien

Fiumara (italienisch, Plural Fiumare) ist ein Begriff, mit dem in Italien eine bestimmte Art von Wasserläufen bezeichnet wird, die besonders in Süditalien, auf Sardinien und Sizilien vorkommen.
Der Name leitet sich von fiume „Fluss“ ab. Wie Flüsse können auch Fiumare tief in ein Gebirge eingeschnittene Täler bilden, in denen eine ebene Schotterschicht oberflächlich häufig trockenfällt. Im Gegensatz zu einem Fluss wird eine Fiumara jedoch nicht von einer Quelle gespeist, sondern leitet lediglich Oberflächenwasser (Regen- oder Schmelzwasser) ab. In der niederschlagsarmen Zeit (in Süditalien im Sommer) trocknen die Fiumare daher oft vollständig aus, während sie sich in der niederschlagsreichen Zeit (in Süditalien im Winter) in reißende Gewässer verwandeln können.
Die längsten Fiumare liegen im Aspromonte in Kalabrien und in den Monti Peloritani und den Monti Nebrodi im Osten Siziliens. So hat die auf 1805 m Höhe beginnende und in das Ionische Meer mündende Fiumara Amendolea im Aspromonte beispielsweise eine Länge von etwa 68 km und ein Einzugsgebiet von etwa 150 km².

## Andere Sprachen
Temporäre Flüsse, die nur zur Schneeschmelze oder in Regenzeiten Wasser führen kommen in allen Regionen mit mediterranem und anderen ariden Klimaten vor.
In Griechenland werden sie als Chimarros (χειμάρρος) bezeichnet.
In Andalusien werden sie Ramblas (vom arabischen رملة [ramla], ‘Sandgrube’) genannt.